# Мечикешешть
Мечикешешть, Мечикешешті (рум. Măcicășești) — село у повіті Муреш в Румунії. Входить до складу комуни Шеулія.
Село розташоване на відстані 284 км на північний захід від Бухареста, 27 км на північний захід від Тиргу-Муреша, 50 км на схід від Клуж-Напоки.

## Населення
За даними перепису населення 2002 року у селі проживали 160 осіб. Усі жителі села рідною мовою назвали румунську.
Національний склад населення села:
| Національність | Кількість осіб | Відсоток |
| -------------- | -------------- | -------- |
| румуни         | 150            | 93,8%    |
| цигани         | 10             | 6,3%     |